# 諾爾布
諾爾布（？—1687年) ，清朝喀尔喀蒙古车臣汗，博尔济吉特氏，巴布的儿子，硕垒的孙子。号玛哈萨嘛谛。
康熙二十年（1681年），受父巴布命，携子伊勒登阿喇布坦向清朝入贡。次年，所属巴尔呼人以牲畜及貂皮私自和俄罗斯互市，康熙帝派军征俄罗斯帝国入侵者，命他整顿所属，与俄罗斯绝市。康熙二十二年（1683年），继其父为车臣汗。二十五年（1686年），以土谢图汗与札萨克图汗内讧，他主持调解。次年，与土谢图汗察珲多尔济向康熙帝进表，奏请颁印及上尊号，未获康熙帝允准。康熙帝命他“亲睦雍和、毋相侵扰”。死后其孙乌默客（伊勒登阿喇布坦之子）即位，伊勒登阿喇布坦之弟纳木扎勒摄政。